# 新天鋼集團
天津市新天钢钢铁集团有限公司，简称新天钢集团（英語：New Tianjin Steel Group Company Limited），2019年4月11日成立，由德龙集团控股，通过参与渤海钢铁的混合所有制改革，控股了原渤海钢铁旗下的天钢集团、天铁集团、冶金集团的钢铁板块，董事长为丁立国。

## 連結
- [newtianjinsteel.com http://www.newtianjinsteel.com/webpage/index.html]